# Tabligbo
Tabligbo est une ville du Togo, elle se situe dans la région maritime et compte 15 698 habitants en 2014. C'est le chef-lieu de la préfecture de Yoto. Tabligbo est située à 80 km au nord-est de Lomé. Les habitants vivent essentiellement de l'agriculture. Bien que des usines d'extractions minières soient implantées dans cette ville la population ne profite pas de cette évolution. Ayant pour ressource minière le calcaire les étrangers sont en majorité les dirigeants de ces sociétés qui produisent du Ciment de bonne qualité dans la région de Yoto mais pourtant la population souffre et vie dans un village qui est connu comme une ville à l'extérieur. Des négociations sont exposées à l'Etat par les habitants de Tabligbo pour l'amélioration de leur condition de vie. Actuellement le chef d'une des villages de Tabligbo est Togbui miwonovi ayena amouzou du village wogblavi kondi - Tabligbo.

## Économie
La ville abrite une cimenterie du groupe indien WACEM, sur la base de l'ancienne entreprise CIMAO (Ciment de l'Afrique de l'Ouest).